# Undiscovered Country
Undiscovered Country è un'opera teatrale del drammaturgo britannico Tom Stoppard, tratta dal dramma di Arthur Schnitzler Terra sconosciuta (1911) e debuttata a Londra nel 1979.

## Trama
In una Vienna di fin de siècle, Friedrich Hofreiter è un potente industriale e donnaiolo, che tradisce ripetutamente la moglie Genia, che sembra non accorgersene o non curarsene. Un giorno un giovane pianista supplica Genia di diventare la sua amante e, al rifiuto della donna, si suicida. Scoppia quindi uno scandalo in città e Friedrich si infuria con Genia non per lo scandalo, ma perché la ritiene responsabile della morte del giovane. La donna è allibita dalle accuse del marito, che sembra quasi che volesse che lei lo tradisse con il musicista. Dopo un furioso litigio, Genia reagisce intraprendendo una relazione piuttosto pubblica con un giovane e affascinante tenente. Ancora una volta, Friedrich Hofreiter si trova travolto dallo scandalo e si sente costretto a reagire per difendere il suo onore.

## Storia degli allestimenti
Il dramma viene messo in scena di rado a causa delle grandi dimensioni del cast (ventinove attori sono richiesti dal copione) e dai continui cambiamenti di scena. Undiscovered Country esordì al National Theatre di Londra nel giugno 1979 per la regia di Peter Wood, con un cast che comprendeva John Wood (Friedrich), Dorothy Tutin (Genia), Michael Byrne (Dr Franz Maur), Michael Bryant (Dr von Aigner), Greg Hicks (Otto von Aigner) e Sara Kestelman (Mrs Wahl). La pièce fu candidato al Laurence Olivier Award alla migliore nuova opera teatrale, oltre a ricevere la nomination al premio per il miglior attore non protagonista (Bryant) e vincere quello al miglior scenografo per William Dudley. Nel febbraio 1981 la pièce ha fatto il suo debutto statunitense all'Hartford Stage Company per la regia di Mark Lamos e un cast che comprendeva Barbara Bryne; ancora una volte le recensioni furono molto positive.